# Hatı Çırpan
Hatı Çırpan właśc. Satı Kadın (ur. 1890 we wsi Kazan k. Ankary, zm. 21 marca 1956 w Ankarze)  – turecka polityk, sufrażystka i jedna z pierwszych kobiet-deputowanych do parlamentu tureckiego.

## Życiorys
Satı Kadın mieszkała w małej wsi położonej 50 km od Ankary, była córką Kara Mehmeta. Jej mąż wziął udział w wojnie grecko-tureckiej, w której został ranny. 16 lipca 1934 we wsi pojawił się osobiście ówczesny prezydent Turcji Mustafa Kemal Atatürk i rozmawiał z Satı o problemach mieszkańców jej rodzinnej wsi.
Mając poparcie Atatürka, któremu rozmowa z prostą chłopką zapadła w pamięci, w lutym 1935 wystartowała w wyborach do parlamentu tureckiego i zdobyła mandat deputowanej. Oprócz niej mandaty zdobyło w tych wyborach 16 kobiet. Na prośbę Atatürka zmieniła potem imię i nazwisko na Hatı Çırpan.